# هيلين جون
هيلين جون (بالإنجليزية: Helen John)‏ هي ناشطة سلام بريطانية، ولدت في سبتمبر 1937، وتوفيت في 5 نوفمبر 2017 في برادفورد في المملكة المتحدة.